# Jürgen + Marita Adam
Jürgen + Marita Adam sind ein deutsches Architektenpaar, das zwischen 1972 und 1995 zusammen in München arbeitete und Pionierarbeit auf dem Gebiet des ökologischen Bauens leistete.

## Partner
Jürgen Axel Adam (* 1939) studierte Architektur an der Technischen Hochschule München und lernte dort seine spätere Ehefrau kennen. Nach dem Vorbereitungsdienst beim Universitätsbauamt Freising entschied er sich gegen eine Tätigkeit als Baubeamter im Staatsdienst und gründete 1972 mit Marita Adam und Ulf Harr das Architekturbüro Adam + Partner. Nach seiner Promotion lehrte Adam als Professor an der Hochschule München und später Entwerfen und Konstruieren an der Universität Stuttgart.
Marita Adam (* 1941 in Nordböhmen als Marita Uellenbeck) studierte von 1962 bis 1967 Architektur an der Technischen Hochschule München. Auch sie absolvierte vor der gemeinsamen Bürogründung einen zweijährigen Vorbereitungsdienst. 1995 stieg sie aus dem Büro aus, sie lehrte fünf Jahre lang Raumkunst an der Fachschule für Blumenkunst.

## Bauten
- 1971–1973: Wohnhaus für Dr. Knopp in Wangen (mit Ulf Harr; 2008 erweitert von Muck Petzet)[1]
- 1989: Werner-Heisenberg-Haus in Garching bei München (mit Christoph Eggert)[2]
- 1989: Wohnhaus und Atelierhaus an der Zentnerstraße in München[3]
- 1990: Mehrzweckhalle in Freising
- 1990: Neubauten der Königlichen Schafzuchtanlage in Ampfing

## Auszeichnungen und Preise
- 1973: BDA-Preis Bayern für das Wohnhaus Knopp in Wangen[4]
- 1989: BDA-Preis Bayern für das Werner-Heisenberg-Haus in Garching[5]
- 1991: BDA-Preis Bayern für Wohnhaus und Atelierhaus an der Zentnerstraße in München[6]

## Ausstellungen
- 1998: Prof. Jürgen Adam. Bauten und Projekte in der Architekturgalerie München[7]
- 2024: Frauen bauen München in der Architekturgalerie München[8]

## Ehemalige Mitarbeiter
- Johann Ebe

## Schiften
- (mit Kurt Ackermann als Herausgeber): Architekt – Ingenieur. Arbeiten am Institut für Entwerfen und Konstruieren. Karl Krämer Verlag, Stuttgart 1997, ISBN 3-7828-4026-7.